# Универзитетски град
Подручје за управљање ресурсима Универзитетски град је заштићено природно добро Републике Српске. Налази се у Бањалучком насељу Борик и заузима површину од 273.817 m2. Подручје је заштићено од 2012. године и налази се под управом Института за генетичке ресурсе при Универзитету у Бањој Луци.
У целом комплексу подручја регистровано је око 100 таксона од којих се 81 налази у заштићеном парку. Парк чине 1.423 стабала од чега 1.321 дрвећа и 102 жбуња. Најазступљенија су стабла обичне и бодљикаве смрче и платана. Дрворед платана дуг је 270 метара и чини га 99 стабала Platanus x acerifolia (Aiton) Willd.
Надомак обале Врбаса вегетацију чине шуме врбе и тополе, лијеска, хмељ, свиб, дивља ружа, дивља курика, зова, орах и црни дуд.

## Опис добра
Универзитетски град је настао као аустроугарска касарна у ширем центру Бањалуке. Пројектован је у мјешовитом стилу, комбиновањем пејзажног израза са мањим учешћем геометријског стила. Подручје представља најзначајнији парковски простор у Бањалуци. Предложена заштита у сврху очувања дендрофонда, орнитофауне, објеката културно-историјског насљеђа, успостављања ботаничке баште и арборетума и обављања научних и наставних активности.

## Вриједности добра
Као најзначајнија вриједност Универзитетског града издваја се дрворед платана чија дужина износи 270 метара, а који се састоји од 99 стабала. Као значајна цјелина издваја се двориште III павиљона Студентског центра Никола Тесла. Орнитолошким истраживањима је забиљежено 55 врста птица. 
Унутар заштићеног подручја постоје и 2 објекта који посједују културно-историјске вриједности. То су зграда Ректората и зграда Тереза, оба из аустроугарског периода.

### Биљне врсте
За споменике природе, унутар заштићеног подручја издвојени су:
- 4 жута бора;
- 2 пољска јасена;
- група стабала мочварног таксодијума;
- папираста бреза;
- јапанска софора;
- храст лужњак; хималајски боровац;
- нуткански пачемпрес;
- стабло трешње.

## Режим заштите
Подручје за управљање ресурсима Универзитетски град налази се под II и III степеном заштите. Под II степеном заштите обухваћени су посебно вриједна појединачна стабла, групације стабала, појас уз ријеку Врбас и површина резервисана за ботаничку башту, док се остали засади налазе под III степеном заштите.
Као посебни споменици природе издвајају се: 
- пољски јасен (стабло број: 1295)
- пољски јасен (стабло број: 1318)
- храст лужњак (стабло број: 1160)
- групација мочварних таксодијума (стабла број: 1047, 1048, 1049)
- дрворед платана
- нуткански пачемпрес (стабло број: 383)
- жути бор (стабло број 1073)
- жути бор (стабло број 620)
- жути бор (стабло број 460)
- жути бор (стабло број 670)
- папираста бреза (стабло број 666)
- хималајски боровац (стабло број 446)
- јапанска софора (стабло број 1266)
- трешња (стабло број 866)

## Ботаничка башта
Иницијатива за оснивање ботаничке баште у склопу Универзитетског гдрада, настала је 2004. године када је и прихваћена од стране Градске Скупштине. До 2012. године засађено је око 300 стабала. Поред новозасађених стабала, ботаничку башту чине и биљке сачуване и засађене пре 2004. године, када је пордручје било део војне касарне Врбас. Најзначајнија биљка из тог периода је стабло Џефријевог бора.

## Галерија
- Алеја платана у Универзитетском граду
- Зграда Академије умјетности и Ректората Универзитета
- Пољопривредни факултет
- Студентски домови и Студентски културни центар
- Факултет физичког васпитања и спорта
- Архитектонско-грађевинско-геодетски и Шумарски факултет
- Факултет политичких наука
- Филозофски факултет